# Göynük (Azerbaigian)
Göynük è un comune dell'Azerbaigian situato nel distretto di Babək.